# 7-я Кожуховская улица
Седьма́я Кожу́ховская улица — улица, расположенная на территории Южнопортового района Юго-Восточного административного округа города Москвы.

## История
Улица возникла в 1930-е годы, своё нынешнее название получила в 1955 году.

## Расположение
Расположена между 6-й Кожуховской улицей и Окружной железной дорогой. Начинается от улицы Сайкина, идёт на восток, пересекает улицу Петра Романова и заканчивается на Южнопортовой улице, за которой переходит в Угрешскую улицу.

## Организации

### по нечётной стороне
- Владение 5Б — торговый дом «Лидер-Авто»
- Владение 7А — заправочная станция «Лукойл»
- Дом 9 — ТЦ «Мозаика», гипермаркет «Лента»[4]
- Дом 13/4 — бывшая пожарная часть с каланчой. Ныне в здании расположены: кафе «Южный дворик», шиномонтажная мастерская, автосервис «Кристалл»
- Дом 15, строение 1 — торговая компания «Линдекс», строительная компания «Бизнес Строй»
- Владение 15А — гаражный кооператив «Автозаводец»

### по чётной стороне
- Дом 4, корпус 2 — ЧОП «Засечный рубеж»[5]
- Дом 10, корпус 1 — отдел по делам несовершеннолетних МВД[6], Совет ветеранов войны и труда
- Дом 16 — кондитерская «Фертельмэйстер», компания «Грузоперевозки 12 кубов», интернет-магазин «Plus-magnit.ru»
- Дом 18 — ремонтная компания «Mr Master», компания «Новастрой», компания «Технолифт Сервис»
- Дом 20 — НПО «Наносистема»

## Транспорт
На улице двухстороннее движение транспорта.

### Наземный общественный транспорт
На улице расположены остановки «7-я Кожуховская улица» и «Улица Петра Романова».
На них останавливаются автобусы 186 (Велозаводская улица — метро Волгоградский проспект) и 670 (Нагатинский затон — метро Дубровка)

### Метро
- Станция метро «Кожуховская» Люблинско-Дмитровской линии находится в 600 м на юго-восток от окончания улицы.
- Станция метро «Автозаводская» Замоскворецкой линии находится в 750 м на запад от начала улицы.
- Станция метро «Дубровка» Люблинско-Дмитровской линии находится в 800 м на север от окончания улицы.

### Железнодорожный транспорт
- Станция МЦК «Автозаводская» - в 670 м юго-западнее от пересечения со 2-м Кожуховским проездом.
- Станция МЦК «Дубровка» - непосредственно рядом с улицей.